# Earl de Rosslyn
Earl de Rosslyn és un títol de la noblesa del Regne Unit. Va ser creat l'any 1801 per Alexander Wedderburn, 1r Baró Loughborough, Lord Canceller de 1793 a 1801, amb agraïment al seu nebot James St Clair-Erskine, ja que Wedderburn no tenia hereus propis. La baronia esdevenia extinta a la seva mort, però el comtat va passar, al seu nebot, qui així esdevenia el segon Comte de Rosslyn. El segon Earl era un tinent general a l'Exèrcit i també exercia políticament com Lord Privy Seal i Lord President of the Council.
El seu fill, el tercer Earl, fou un general en l'exèrcit i també polític exercint com Sotssecretari de l'estat per la Guerra. El va succeir el seu fill, el quart Earl. que va servir com capità al servei del cap del govern de la casa dels lords a la segona administració conservadora de Lord Salisbury.
A partir del 2015, els títols tenen el seu besnet, el setè comte, que va succeir al seu pare el 1977. És un antic agent de policia del servei de la policia metropolitana. Lord Rosslyn és també un dels noranta càrrecs hereditaris elegits que romanen a la House of Lords després de l'aprovació de la House of Lords Act de 1999.

L'assentament familiar és el castell de Roslin a Midlothian, Escòcia. El Comte també posseeix la capella Rosslyn.

## Comtes de Rosslyn (1801)
- Alexander Wedderburn, 1r Earl de Rosslyn (1733–1805)
- James St Clair-Erskine, 2n Earl de Rosslyn (1762–1837)
- James Alexander St Clair-Erskine, 3r Earl de Rosslyn (1802–1866)
- Robert Francis St Clair-Erskine, 4t Earl de Rosslyn (1833–1890)
- James Francis Harry St Clair-Erskine, 5è Earl de Rosslyn (1869–1939)
- Anthony Hugh Francis Harry St Clair-Erskine, 6è Earl de Rosslyn (1917–1977)
- Peter St Clair-Erskine, 7è Earl de Rosslyn (n. 1958)